# Nohant-en-Goût

Nohant-en-Goût este o comună în departamentul Cher, Franța. În 1 ianuarie 2022 avea o populație de 551 de locuitori.